# Belmonte in Sabina
Belmonte in Sabina es una localidad italiana de la provincia de Rieti, región de Lacio, con 656 habitantes.

## Evolución demográfica
| Gráfica de evolución demográfica de Belmonte in Sabina entre 1861 y 2001 |
|                                                                          |
| Fuente ISTAT - Elaboración gráfica por parte de Wikipedia                |